# Interlands Nederlands voetbalelftal 1940-1949
Deze pagina toont een chronologisch en gedetailleerd overzicht van de interlands die het Nederlands voetbalelftal heeft gespeeld in de periode 1940 – 1949.
In deze periode werden in totaal 24 interlands gespeeld waarvan er 12 gewonnen werden, 5 wedstrijden eindigde in gelijk spel en 7 keer werd er verloren. Door de Tweede Wereldoorlog en de nasleep daarvan werden er geen Wereldkampioenschappen gehouden, ook werden twee Olympische Spelen afgelast (1940 en 1944). Nederland deed wel mee aan de Olympische Spelen van 1948 in Londen.

## Interlands

### 1940
|                                                                       | |       |               |                                                                                   |
| 17 maart Vriendschappelijk № 158 «onderlinge duels» 15:00 uur (UTC+1) | België | 7 – 1 | Nederland     | Bosuilstadion, Antwerpen Toeschouwers: 31.396 Scheidsrechter: Hans Wüthrich (SUI) |
| 17 maart Vriendschappelijk № 158 «onderlinge duels» 15:00 uur (UTC+1) | Joseph Nelis 19' Bernard Voorhoof 38' Jules Van Craen 44', 51', 65' Cor Wilders 77' (e.d.) Chali Van Den Wouwer 84' |       | 88' Kick Smit | Bosuilstadion, Antwerpen Toeschouwers: 31.396 Scheidsrechter: Hans Wüthrich (SUI) |

|                                                                          |                                                            |       |                                                                         |                                                                              |
| 31 maart Vriendschappelijk № 159 «onderlinge duels» 14:30 uur (UTC+0:20) | Nederland                                                  | 4 – 5 | Luxemburg                                                               | De Kuip, Rotterdam Toeschouwers: 32.000 Scheidsrechter: Edgard Swillen (BEL) |
| 31 maart Vriendschappelijk № 159 «onderlinge duels» 14:30 uur (UTC+0:20) | Abe Lenstra 8' Bas Paauwe 25' Daaf Drok 68' Ko Bergman 80' |       | 15', 43' Gusty Kemp 23' Enschy Mengel 58' Paul Feller 77' Emile Everard | De Kuip, Rotterdam Toeschouwers: 32.000 Scheidsrechter: Edgard Swillen (BEL) |

|                                                                          |                                                                   |       |                                      |                                                                                            |
| 21 april Vriendschappelijk № 160 «onderlinge duels» 14:30 uur (UTC+0:20) | Nederland                                                         | 4 – 2 | België                               | Olympisch Stadion, Amsterdam Toeschouwers: 45.000 Scheidsrechter: Rinaldo Barlassina (ITA) |
| 21 april Vriendschappelijk № 160 «onderlinge duels» 14:30 uur (UTC+0:20) | Herman van den Engel 11' Bertus de Harder 15', 29' Leen Vente 58' |       | 73' Jules Van Craen 83' Joseph Nelis | Olympisch Stadion, Amsterdam Toeschouwers: 45.000 Scheidsrechter: Rinaldo Barlassina (ITA) |

### 1941
Geen interlands gespeeld.

### 1942
Geen interlands gespeeld.

### 1943
Geen interlands gespeeld.

### 1944
Geen interlands gespeeld.

### 1945
Geen interlands gespeeld.

### 1946
|                                                                       |                               |       |                                                               |                                                                                       |
| 10 maart Vriendschappelijk № 161 «onderlinge duels» 16:00 uur (UTC+1) | Luxemburg                     | 2 – 6 | Nederland                                                     | Stade Municipal, Luxemburg Toeschouwers: 12.000 Scheidsrechter: Antoine Jorssen (BEL) |
| 10 maart Vriendschappelijk № 161 «onderlinge duels» 16:00 uur (UTC+1) | Edy Lahure 8' Paul Feller 89' |       | 5', 12', 30', 69' Faas Wilkes 47' Kees Rijvers 49' Ko Bergman | Stade Municipal, Luxemburg Toeschouwers: 12.000 Scheidsrechter: Antoine Jorssen (BEL) |

|                                                                     |                                                                     |       |                                         |                                                                                     |
| 12 mei Vriendschappelijk № 162 «onderlinge duels» 14:30 uur (UTC+1) | Nederland                                                           | 6 – 3 | België                                  | Olympisch Stadion, Amsterdam Toeschouwers: 58.000 Scheidsrechter: Victor Sdez (FRA) |
| 12 mei Vriendschappelijk № 162 «onderlinge duels» 14:30 uur (UTC+1) | Faas Wilkes 27', 70', 84' Smit 35' Guus Dräger 62' Kees Rijvers 69' |       | 3', 60' Bert De Cleyn 52' Henri Coppens | Olympisch Stadion, Amsterdam Toeschouwers: 58.000 Scheidsrechter: Victor Sdez (FRA) |

|                                                                     |                                                  |       |                      |                                                                                 |
| 30 mei Vriendschappelijk № 163 «onderlinge duels» 15:00 uur (UTC+2) | België                                           | 2 – 2 | Nederland            | Bosuilstadion, Antwerpen Toeschouwers: 47.059 Scheidsrechter: Ivan Eklind (SWE) |
| 30 mei Vriendschappelijk № 163 «onderlinge duels» 15:00 uur (UTC+2) | Victor Lemberechts 46' Michel Van Varenbergh 52' |       | 42', 43' Faas Wilkes | Bosuilstadion, Antwerpen Toeschouwers: 47.059 Scheidsrechter: Ivan Eklind (SWE) |

|                                                                        |                                                                                       |       |                              |                                                                                  |
| 27 november Vriendschappelijk № 164 «onderlinge duels» 14:15 uur (UTC) | Engeland                                                                              | 8 – 2 | Nederland                    | Leeds Road, Huddersfield Toeschouwers: 32.453 Scheidsrechter: James Martin (SCO) |
| 27 november Vriendschappelijk № 164 «onderlinge duels» 14:15 uur (UTC) | Tommy Lawton 20', 24', 35', 78' Raich Carter 30', 71' Wilf Mannion 34' Tom Finney 44' |       | 51' Ko Bergman 87' Kick Smit | Leeds Road, Huddersfield Toeschouwers: 32.453 Scheidsrechter: James Martin (SCO) |

### 1947
|                                                                      |                    |       |                   |                                                                                         |
| 7 april Vriendschappelijk № 165 «onderlinge duels» 14:30 uur (UTC+1) | Nederland          | 2 – 1 | België            | Olympisch Stadion, Amsterdam Toeschouwers: 55.000 Scheidsrechter: Charles Tibaldi (FRA) |
| 7 april Vriendschappelijk № 165 «onderlinge duels» 14:30 uur (UTC+1) | Ko Bergman 6', 65' |       | 8' René Thirifays | Olympisch Stadion, Amsterdam Toeschouwers: 55.000 Scheidsrechter: Charles Tibaldi (FRA) |

|                                                                    |                  |       |                                |                                                                                   |
| 4 mei Vriendschappelijk № 166 «onderlinge duels» 15:00 uur (UTC+1) | België           | 1 – 2 | Nederland                      | Bosuilstadion, Antwerpen Toeschouwers: 45.457 Scheidsrechter: Jim Wiltshire (ENG) |
| 4 mei Vriendschappelijk № 166 «onderlinge duels» 15:00 uur (UTC+1) | Léopold Anoul 7' |       | 21' Wim Roosen 62' Guus Dräger | Bosuilstadion, Antwerpen Toeschouwers: 45.457 Scheidsrechter: Jim Wiltshire (ENG) |

|                                                                     |                                                         |       |           | |
| 26 mei Vriendschappelijk № 167 «onderlinge duels» 15:00 uur (UTC+1) | Frankrijk                                               | 4 – 0 | Nederland | Stade olympique Yves-du-Manoir, Colombes Toeschouwers: 38.215 Scheidsrechter: Stanley Boardman (ENG) |
| 26 mei Vriendschappelijk № 167 «onderlinge duels» 15:00 uur (UTC+1) | René Alpsteg 17' Jean Baratte 60', 86' Georges Dard 75' |       |           | Stade olympique Yves-du-Manoir, Colombes Toeschouwers: 38.215 Scheidsrechter: Stanley Boardman (ENG) |

|                                                                           |                                                                            |       |                                   |                                                                                           |
| 21 september Vriendschappelijk № 168 «onderlinge duels» 14:30 uur (UTC+1) | Nederland                                                                  | 6 – 2 | Zwitserland                       | Olympisch Stadion, Amsterdam Toeschouwers: 56.000 Scheidsrechter: Charles Delasalle (FRA) |
| 21 september Vriendschappelijk № 168 «onderlinge duels» 14:30 uur (UTC+1) | Abe Lenstra 32' Faas Wilkes 50', 83' Kees Rijvers 57', 80' Guus Dräger 61' |       | 43' René Maillard 77' Lauro Amadò | Olympisch Stadion, Amsterdam Toeschouwers: 56.000 Scheidsrechter: Charles Delasalle (FRA) |

### 1948
|                                                                       |                       |       |                 |                                                                                  |
| 14 maart Vriendschappelijk № 169 «onderlinge duels» 15:00 uur (UTC+1) | België                | 1 – 1 | Nederland       | Bosuilstadion, Antwerpen Toeschouwers: 45.851 Scheidsrechter: Eugen Scherz (SUI) |
| 14 maart Vriendschappelijk № 169 «onderlinge duels» 15:00 uur (UTC+1) | Gust Van Steelant 54' |       | 10' Abe Lenstra | Bosuilstadion, Antwerpen Toeschouwers: 45.851 Scheidsrechter: Eugen Scherz (SUI) |

|                                                                       |                                   |       |                                       |                                                                                            |
| 18 april Vriendschappelijk № 170 «onderlinge duels» 14:30 uur (UTC+1) | Nederland                         | 2 – 2 | België                                | De Kuip, Rotterdam Toeschouwers: 60.000 Scheidsrechter: Jaroslav Vlček (Tsjecho-Slowakije) |
| 18 april Vriendschappelijk № 170 «onderlinge duels» 14:30 uur (UTC+1) | Han Engelsman 20' Abe Lenstra 70' |       | 40' Jef Mermans 47' Gust Van Steelant | De Kuip, Rotterdam Toeschouwers: 60.000 Scheidsrechter: Jaroslav Vlček (Tsjecho-Slowakije) |

|                                                                     |                      |       |                                        |                                                                           |
| 26 mei Vriendschappelijk № 171 «onderlinge duels» 18:30 uur (UTC+1) | Noorwegen            | 1 – 2 | Nederland                              | Noords Kampioenschap Toeschouwers: 28.800 Scheidsrechter: Reg Leafe (ENG) |
| 26 mei Vriendschappelijk № 171 «onderlinge duels» 18:30 uur (UTC+1) | Odd Wang Sørensen 6' |       | 33' Mick Clavan 77' Cock van der Tuijn | Noords Kampioenschap Toeschouwers: 28.800 Scheidsrechter: Reg Leafe (ENG) |

|                                                                     |                 |       |        |                                                                                         |
| 9 juni Vriendschappelijk № 172 «onderlinge duels» 19:00 uur (UTC+1) | Nederland       | 1 – 0 | Zweden | Olympisch Stadion, Amsterdam Toeschouwers: 62.000 Scheidsrechter: Antoine Jorssen (BEL) |
| 9 juni Vriendschappelijk № 172 «onderlinge duels» 19:00 uur (UTC+1) | Faas Wilkes 11' |       |        | Olympisch Stadion, Amsterdam Toeschouwers: 62.000 Scheidsrechter: Antoine Jorssen (BEL) |

| Olympische Spelen 1948 |
| ---------------------- |

|                                                                                |                                          |       |                   |                                                                                  |
| 26 juli Olympische Spelen Voorronde № 173 «onderlinge duels» 18:00 uur (UTC+1) | Nederland                                | 3 – 1 | Ierland (am.)     | Fratton Park, Portsmouth Toeschouwers: 8.000 Scheidsrechter: George Reader (ENG) |
| 26 juli Olympische Spelen Voorronde № 173 «onderlinge duels» 18:00 uur (UTC+1) | Faas Wilkes 1', 73' André Roosenburg 11' |       | 52' Brian O'Kelly | Fratton Park, Portsmouth Toeschouwers: 8.000 Scheidsrechter: George Reader (ENG) |

|                                                                |                                                                               |       |                                     |                                                                              |
| 31 juli Olympische Spelen Eerste ronde № 174 18:30 uur (UTC+1) | Groot-Brittannië (olymp.)                                                     | 4 – 3 | Nederland                           | Highbury, Londen Toeschouwers: 21.000 Scheidsrechter: Valdemar Laursen (DEN) |
| 31 juli Olympische Spelen Eerste ronde № 174 18:30 uur (UTC+1) | Douglas McBain 22' Bob Hardisty 58' Dennis Kelleher 77' Harold McIlvenny 111' |       | Bram Appel 20', 63' Faas Wilkes 81' | Highbury, Londen Toeschouwers: 21.000 Scheidsrechter: Valdemar Laursen (DEN) |

|  |  |  |  |  |  |  |  |  |

|                                                                          |                   |       |                 |                                                                                  |
| 21 november Vriendschappelijk № 175 «onderlinge duels» 15:00 uur (UTC+1) | België            | 1 – 1 | Nederland       | Bosuilstadion, Antwerpen Toeschouwers: 46.114 Scheidsrechter: William Ling (ENG) |
| 21 november Vriendschappelijk № 175 «onderlinge duels» 15:00 uur (UTC+1) | Freddy Chaves 23' |       | 85' Mick Clavan | Bosuilstadion, Antwerpen Toeschouwers: 46.114 Scheidsrechter: William Ling (ENG) |

### 1949
|                                                                       |                                                  |       |                                              |                                                                                      |
| 13 maart Vriendschappelijk № 176 «onderlinge duels» 14:30 uur (UTC+1) | Nederland                                        | 3 – 3 | België                                       | Olympisch Stadion, Amsterdam Toeschouwers: 60.000 Scheidsrechter: John Nilsson (SWE) |
| 13 maart Vriendschappelijk № 176 «onderlinge duels» 14:30 uur (UTC+1) | Mick Clavan 53' Joep Brandes 59' Abe Lenstra 86' |       | 3' (e.d.) Hennie Möring 21', 90' Jef Mermans | Olympisch Stadion, Amsterdam Toeschouwers: 60.000 Scheidsrechter: John Nilsson (SWE) |

|                                                                       |                                              |       |                 |                                                                               |
| 23 april Vriendschappelijk № 177 «onderlinge duels» 16:00 uur (UTC+1) | Nederland                                    | 4 – 1 | Frankrijk       | De Kuip, Rotterdam Toeschouwers: 64.000 Scheidsrechter: Laurent Franken (BEL) |
| 23 april Vriendschappelijk № 177 «onderlinge duels» 16:00 uur (UTC+1) | Theo Timmermans 6', 10', 33' Faas Wilkes 58' |       | 3' Jean Baratte | De Kuip, Rotterdam Toeschouwers: 64.000 Scheidsrechter: Laurent Franken (BEL) |

|                                                                      |                         |       |                                 |                                                                                                   |
| 12 juni Vriendschappelijk № 178 «onderlinge duels» 13:30 uur (UTC+1) | Denemarken              | 1 – 2 | Nederland                       | Københavns Idrætspark, Denemarken Toeschouwers: 31.000 Scheidsrechter: Thoralv Christiansen (NOR) |
| 12 juni Vriendschappelijk № 178 «onderlinge duels» 13:30 uur (UTC+1) | Svend Jørgen Hansen 32' |       | 11' Abe Lenstra 54' Faas Wilkes | Københavns Idrætspark, Denemarken Toeschouwers: 31.000 Scheidsrechter: Thoralv Christiansen (NOR) |

|                                                                      |                    |       |                                                                 |                                                                                       |
| 16 juni Vriendschappelijk № 179 «onderlinge duels» 18:00 uur (UTC+2) | Finland            | 1 – 4 | Nederland                                                       | Olympisch Stadion, Helsinki Toeschouwers: 7.778 Scheidsrechter: Thorleif Nordbø (NOR) |
| 16 juni Vriendschappelijk № 179 «onderlinge duels» 18:00 uur (UTC+2) | Aulis Rytkönen 87' |       | 38', 75' Jan van Roessel 57' Rinus Schaap 78' Jan van Schijndel | Olympisch Stadion, Helsinki Toeschouwers: 7.778 Scheidsrechter: Thorleif Nordbø (NOR) |

|                                                                         |           |                  |        |                                                                            |
| 6 november Vriendschappelijk № 180 «onderlinge duels» 14:30 uur (UTC+1) | Nederland | 0 – 1            | België | De Kuip, Rotterdam Toeschouwers: 63.000 Scheidsrechter: Arthur Ellis (ENG) |
| 6 november Vriendschappelijk № 180 «onderlinge duels» 14:30 uur (UTC+1) |           | 22' Henri Govard |        | De Kuip, Rotterdam Toeschouwers: 63.000 Scheidsrechter: Arthur Ellis (ENG) |

| |           |                    |            |                                                                                       |
| 11 december Wedstrijd 60-jarig jubileum Nederlandse voetbalbond № 181 «onderlinge duels» 14:00 uur (UTC+1) | Nederland | 0 – 1              | Denemarken | Olympisch Stadion, Amsterdam Toeschouwers: 65.000 Scheidsrechter: Maurice Hamus (LUX) |
| 11 december Wedstrijd 60-jarig jubileum Nederlandse voetbalbond № 181 «onderlinge duels» 14:00 uur (UTC+1) |           | 56' Harald Lyngsaa |            | Olympisch Stadion, Amsterdam Toeschouwers: 65.000 Scheidsrechter: Maurice Hamus (LUX) |

## Samenvatting
| 1940 – 1949       | 1940 – 1949                        | 1940 – 1949                        | 1940 – 1949                        | 1940 – 1949                        | 1940 – 1949                        | 1940 – 1949                        | 1940 – 1949                        |                   | 1905 – 1949     | 1905 – 1949 | 1905 – 1949 | 1905 – 1949 | 1905 – 1949 | 1905 – 1949 | 1905 – 1949 | 1905 – 1949 |
| Competitie        | Totaal gespeeld                    | Winst                              | Gelijk                             | Verlies                            | Doelpunten                         | Doelpunten                         | Doelpunten                         | Competitie        | Totaal gespeeld | Winst       | Gelijk      | Verlies     | Doelpunten  | Doelpunten  | Doelpunten  |             |
| Competitie        | Totaal gespeeld                    | Winst                              | Gelijk                             | Verlies                            | Voor                               | Tegen                              | Saldo                              | Competitie        | Totaal gespeeld | Winst       | Gelijk      | Verlies     | Voor        | Tegen       | Saldo       |             |
| ----------------- | ---------------------------------- | ---------------------------------- | ---------------------------------- | ---------------------------------- | ---------------------------------- | ---------------------------------- | ---------------------------------- | ----------------- | --------------- | ----------- | ----------- | ----------- | ----------- | ----------- | ----------- | ----------- |
| WK Eindronde      | Geen WK's gehouden                 | Geen WK's gehouden                 | Geen WK's gehouden                 | Geen WK's gehouden                 | Geen WK's gehouden                 | Geen WK's gehouden                 | Geen WK's gehouden                 | WK Eindronde      | 2               | 0           | 0           | 2           | 2           | 6           | -4          |             |
| WK Kwalificatie   | Geen deelnames aan WK kwalificatie | Geen deelnames aan WK kwalificatie | Geen deelnames aan WK kwalificatie | Geen deelnames aan WK kwalificatie | Geen deelnames aan WK kwalificatie | Geen deelnames aan WK kwalificatie | Geen deelnames aan WK kwalificatie | WK Kwalificatie   | 4               | 3           | 1           | 0           | 14          | 5           | +9          |             |
| Olympische Spelen | 2                                  | 1                                  | 0                                  | 1                                  | 6                                  | 5                                  | +1                                 | Olympische Spelen | 20              | 10          | 2           | 8           | 50          | 39          | +11         |             |
| Vriendschappelijk | 22                                 | 11                                 | 5                                  | 6                                  | 55                                 | 50                                 | +5                                 | Vriendschappelijk | 155             | 69          | 31          | 55          | 415         | 364         | +51         |             |
| Totaal            | 24                                 | 12                                 | 5                                  | 7                                  | 61                                 | 55                                 | +6                                 | Totaal            | 181             | 82          | 34          | 65          | 481         | 414         | +67         |             |

KNVB ·
A-internationals ·
Bondscoaches (m) ·
Topscorers ·
Nederlands vrouwenelftal ·
Bondscoaches (v) ·
Nederland B ·
Olympisch elftal ·
Jong Oranje ·
Nederland –20 ·
Nederland –19 ·
Nederland –18 ·
Nederland –17 ·
Nederland –16 ·
Nederland –15 ·
Nederlands amateurelftal ·
Nederlands zaterdagelftal ·
Jong OranjeLeeuwinnen ·
Vrouwen –20 ·
Vrouwen –19 ·
Vrouwen –18 ·
Vrouwen –17 ·
Vrouwen –16 ·
Vrouwen –15 ·
Militair mannenelftal ·
Militair vrouwenelftal ·
Strandteam ·
Vrouwen Strandteam ·
Futsalteam ·
Vrouwen Futsalteam

EK-wedstrijden ·
WK-wedstrijden ·
Resultaten kwalificaties en eindronden ·
Nederland B-wedstrijden ·
Officieuze wedstrijden ·
EK-wedstrijden vrouwen ·
WK-wedstrijden vrouwen ·
Resultaten vrouwen kwalificaties en eindronden
1905 – 1919 ·
1920 – 1929 ·
1930 – 1939 ·
1940 – 1949 ·
1950 – 1959 ·
1960 – 1969 ·
1970 – 1979 ·
1980 – 1989 ·
1990 – 1999 ·
2000 – 2009 ·
2010 – 2019 ·
2020 – 2029
2015 ·
2016 ·
2017 ·
2018 ·
2019 ·
2020 ·
2021 · 
2022
EK's: 1976 · 
1980 · 
1988 · 
1992 · 
1996 · 
2000 · 
2004 · 
2008 · 
2012 · 
2020 · 
2024
WK's: 1934 · 
1938 · 
1974 · 
1978 · 
1990 · 
1994 · 
1998 · 
2006 · 
2010 · 
2014 · 
2022
OS: 1908 ·
1912 ·
1920 ·
1924 ·
1928 ·
1948 ·
1952 ·
2008
Albanië ·
Andorra ·
Argentinië ·
Armenië ·
Australië ·
België ·
Bosnië en Herzegovina ·
Brazilië ·
Bulgarije ·
Canada ·
Chili ·
China ·
Colombia ·
Costa Rica ·
Curaçao ·
Cyprus ·
DDR ·
Denemarken ·
Duitsland ·
Ecuador ·
Egypte ·
Engeland ·
Estland ·
Faeröer ·
Finland ·
Frankrijk ·
GOS · 
Georgië ·
Ghana ·
Gibraltar ·
Griekenland ·
Hongarije ·
Ierland ·
IJsland ·
Indonesië ·
Iran ·
Israël ·
Italië ·
Ivoorkust ·
Japan ·
Joegoslavië ·
Kameroen ·
Kazachstan ·
Kroatië ·
Letland ·
Liechtenstein ·
Luxemburg ·
Malta ·
Marokko ·
Mexico ·
Moldavië ·
Montenegro ·
Nederlandse Antillen ·
Nigeria ·
Noord-Ierland ·
Noord-Macedonië ·
Noorwegen ·
Oekraïne ·
Oostenrijk ·
Paraguay ·
Peru ·
Polen ·
Portugal ·
Qatar ·
Roemenië ·
Rusland ·
Saarland ·
San Marino ·
Saoedi-Arabië ·
Schotland ·
Senegal ·
Servië en Montenegro ·
Slovenië ·
Slowakije ·
Sovjet-Unie ·
Spanje ·
Suriname ·
Thailand ·
Tsjechië ·
Tsjecho-Slowakije ·
Tunesië ·
Turkije ·
Uruguay ·
Verenigd Koninkrijk ·
Verenigde Staten ·
Wales ·
Wit-Rusland ·
Zuid-Afrika ·
Zuid-Korea ·
Zweden ·
Zwitserland
Argentinië (1978) ·
Argentinië (2006) ·
Argentinië (2014) ·
Argentinië (2022) ·
Australië (2014) ·
Brazilië (2014) ·
Chili (2014) · 
Costa Rica (2014) ·
Denemarken (2010) ·
Denemarken (2012) ·
Duitsland (2012) · 
Ecuador (2022) · 
Frankrijk (2008) ·
Italië (2008) ·
Ivoorkust (2006) ·
Japan (2010) ·
Kameroen (2010) ·
Mexico (2014) · 
Noord-Macedonië (2021) · 
Oekraïne (2021) · 
Oostenrijk (2021) · 
Portugal (2006) ·
Portugal (2012) ·
Portugal (2019) ·
Qatar (2022) ·
Roemenië (2008) ·
Rusland (2008) ·
San Marino (2011) ·
Senegal (2022) ·
Servië en Montenegro (2006) ·
Sovjet-Unie (1988) ·
Spanje (2010) ·
Spanje (2014) ·
Tsjechië (2021) · 
Uruguay (2010) ·
Verenigde Staten (2022) · 
West-Duitsland (1974)
Albanië · België · Bulgarije · Denemarken · Duitsland · Engeland · Estland · Finland · Frankrijk · Griekenland · Hongarije · Ierland · IJsland · Israël · Italië · Joegoslavië · Kroatië · Letland · Litouwen · Luxemburg · Nederland · Noord-Ierland · Noorwegen · Oostenrijk · Polen · Portugal · Roemenië · Schotland · Slowakije · Spanje · Tsjecho-Slowakije · Turkije · Wales · Zweden · Zwitserland